# 欧根·弗里德
欧根·弗里德（捷克語：Eugen Fried；1900年3月13日—1943年8月17日），捷克斯洛伐克共产党人，第五届和第六届中央委员会委员，20世纪30年代和40年代早期作为共产国际的代表领导了法国共产党，他确保法国共产党忠于斯大林并服从莫斯科的指示。